# ARIA (アニメ)
『ARIA』（アリア）は、天野こずえによる漫画作品『AQUA』および『ARIA』を原作としたアニメ作品。2005年10月から12月までテレビアニメ第1期『ARIA The ANIMATION』が、2006年4月から9月まで同第2期『ARIA The NATURAL』が、2008年1月から3月まで同第3期『ARIA The ORIGINATION』がそれぞれ放送された。
2007年9月21日にOVA『ARIA The OVA 〜ARIETTA〜』が発売された。2015年9月26日にOVA『ARIA The AVVENIRE』がイベント上映された。
2021年3月6日に劇場アニメ『ARIA The CREPUSCOLO』が、同年12月3日には劇場アニメ『ARIA The BENEDIZIONE』がそれぞれ公開された。

## あらすじ
西暦2300年代、火星はテラフォーミングによって水に満たされた惑星へと姿を変え、アクアと呼ばれるようになっていた。アクアではイタリアの都市・ヴェネツィアの風習や街並みを再現して築かれたネオ・ヴェネツィアと呼ばれる観光都市が存在していた。この街ではゴンドラを操って街中を案内する女性による観光案内業が行われており、この職業はウンディーネと呼ばれていた。ウンディーネに憧れを抱いていた惑星マンホーム（地球）出身の水無灯里は小さなゴンドラ観光会社・ARIAカンパニーへ入社する。灯里は老舗ゴンドラ観光会社・姫屋の跡取り娘である藍華・S・グランチェスタや、天才的な操舵技術を有するも接客を苦手とするアリス・キャロルといった、共に一人前のウンディーネを目指す友達をはじめとする様々な人たちとの出会いやそこで起こる様々な出来事を通じて、ウンディーネとして成長していくこととなる。

## 登場人物
水無灯里（みずなし あかり）
声 - 葉月絵理乃
本作の主人公で、ARIAカンパニーに所属するウンディーネの少女。ウンディーネに憧れてマンホームからネオ・ヴェネツィアを訪れた。興味の対象に出会うと考えるよりも先に行動する性格をしており、アリア社長と共に行動している際に不思議な出来事に巻き込まれることがある。度々恥ずかしい台詞を口にするため、藍華から毎回ツッコまれている。

藍華・S・グランチェスタ（あいか・S・グランチェスタ）
声 - 斎藤千和
姫屋に所属するウンディーネの少女で、姫屋の跡取り娘でもある。気が強く口も悪いが、根は優しい性格をしている。ウンディーネを目指すきっかけとなったアリシアに憧れている。また、アルに対して好意を抱いている。
アリス・キャロル
声 - 広橋涼
オレンジぷらねっとに所属するウンディーネの少女。あまり口数が多くないうえに不愛想な性格をしているが、灯里や藍華に対しては素直な一面をみせることもある。天才的な操舵技術を有していたことにより、ミドルスクール在学中にオレンジぷらねっとにスカウトされた経歴を持つ。
アリシア・フローレンス
声 - 大原さやか
ARIAカンパニーに所属するプリマウンディーネの女性で、水の3大妖精の一人。優れた容姿と芸術的な操舵術を誇ることで有名であり、オールさばきの技術に関しては業界内でも抜きんでていると言われている。ちなみにプリマウンディーネ昇格の最年少記録を持っているのは彼女である。
晃・E・フェラーリ（あきら・E・フェラーリ）
声 - 皆川純子
姫屋に所属するプリマウンディーネの女性で、水の3大妖精の一人。マニュアルに囚われない大胆な接客を行うことで有名であり、女性ファンを多く獲得している。自他共に厳しく、特に後輩の藍華には厳しい指導を行うが、その一方で相手の努力はちゃんと認めるといった一面も持っている。
アテナ・グローリィ
声 - 川上とも子
オレンジぷらねっとに所属するプリマウンディーネの女性で、水の3大妖精の一人。舟謳の腕前は業界史に残る圧倒的なクオリティを誇る一方で、他人への異常な気配り精神を無意識的に持っていることもあってか自身はあり得ないドジを連発している。
アイ
声 - 水橋かおり
マンホームから旅行でアクアを訪れた少女。以前はアクアのことが嫌いだったが、灯里との出会いによってその思いは変化する。
アリア社長
声 - 西村ちなみ
ARIAカンパニーの社長の座に就くオス猫。ヒメ社長に好意を抱いている。

## スタッフ
明記されていないが音響監督は監督である佐藤順一が務めている。

### 第1期
- 原作 - 天野こずえ「ARIA」（ブレイドコミックス/マッグガーデン刊）[27]
- 監督・シリーズ構成 - 佐藤順一[7]
- 助監督 - 布施木一喜[7]
- キャラクターデザイン・総作画監督 - 古賀誠[7]
- 美術監督 - 西川淳一郎[7]
- 色彩設計 - 川上善美[27]
- デザインワークス - 春日井浩之[28]
- 撮影監督 - 吉田寛[27]
- 編集 - 西山茂[27]
- 音楽 - Choro Club feat.Senoo[7]
- 音楽制作 - ビクターエンタテインメント[28]
- 音楽プロデューサー - 福田正夫[28]
- プロデューサー - 内田哲夫[27]、立石茂[28]、日向泰隆[28]
- アニメーション制作 - ハルフィルムメーカー[7]
- 製作 - ARIAカンパニー[29]

### 第2期
- 原作 - 天野こずえ「ARIA」（ブレイドコミックス/マッグガーデン刊）[8]
- 監督・シリーズ構成 - 佐藤順一[8]
- 助監督 - 竹下健一[8]
- キャラクターデザイン - 古賀誠[8]
- 総作画監督 - 熊谷哲矢[8]
- 美術監督 - 吉川洋史[8]
- 色彩設計 - 川上善美[30]
- デザインワークス - 春日井浩之[31]、玄馬宣彦[31]（第3 - 26話）
- 撮影監督 - 吉田寛[30]
- 編集 - 西山茂[30]
- 音楽 - Choro Club feat.Senoo[30]
- 音楽制作 - ビクターエンタテインメント[31]
- 音楽プロデューサー - 福田正夫[31]
- プロデューサー - 飯塚寿雄[31]、内田哲夫[31]、八田紳作[31]、田頭伸哉[31]
- アニメーション制作 - ハルフィルムメーカー[8]
- 製作 - ARIAカンパニー[8]

### 第3期
- 原作 - 天野こずえ「ARIA」（ブレイドコミックス/マッグガーデン刊）[9]
- 監督・シリーズ構成 - 佐藤順一[9]
- 助監督 - 竹下健一[9]
- キャラクターデザイン - 古賀誠[9]
- 総作画監督 - 音地正行[9]
- 美術監督 - 田尻健一[9]
- 色彩設計 - 川上善美[9]
- デザインワークス - 春日井浩之[9]
- 撮影監督 - 吉田寛[9]
- 編集 - 坪根健太郎[9]
- 音楽 - Choro Club feat.Senoo[9]
- 音楽制作 - flying DOG / JVCエンタテインメント[9]
- 音楽プロデューサー - 福田正夫[32]、井上裕香子[32]
- アニメーションプロデューサー - 金子文雄[32]
- プロデューサー - 飯塚寿雄[32]、内田哲夫[32]、田頭伸哉[32]、紅谷佳和[32]、浅香敏明[32]
- アニメーション制作 - ハルフィルムメーカー[9]
- 製作 - ARIAカンパニー[9]

## 制作

### 構成
第1期ではアニメなりのテーマと物語の着地点を決めるという課題が設定され、原作同様に四季の移ろいを意識し、最終話は年越しで締めるという構成で進められた。
第1話は灯里がアクアにやってきてから1年が経過した状態となっており、原作漫画『AQUA』で描かれた灯里がアクアにやってきてから試験に合格するまでの話は省かれている。これは原作では試験に合格するまでの流れで灯里の練習描写がないまま試験が行われており、練習描写がないことに違和感を感じると判断されたこと、また第1期は全13話しかなかったことから最終話を年越しにするために逆算で灯里がアクアにやってきて1年後にしなければならない、といった理由によるものである。

### 脚本
第1期では吉田玲子と藤咲あゆなが脚本を務めている。吉田は佐藤からの依頼を受けて本作の脚本に携わることとなり、当初は佐藤と吉田が1：1の割合で脚本を務める予定だったが、徐々に吉田が担当する回が増えていった。そこで吉田は以前ARIAのドラマCDの脚本を担当していた藤咲に脚本を依頼した。脚本を手掛ける上で意識したことについて吉田は以下のように述べている。
吉田は脚本を手掛ける上で、アクアの日常シーンとは異なる「いつのまにか不思議な場所へと迷い込んでしまうアクアという星の雰囲気」を演出することが難しかったとしている。灯里の恥ずかしい台詞については毎回熟考されており、吉田曰く、狙いすぎるとやり過ぎ感が出てしまうことから、視聴者が普通にツッコめる程度の加減に調整しているとのこと。

### 演出
原作漫画は事件的なことは何も起こらず、緩い日常が続いていくが、アニメでも原作の雰囲気を踏襲している。ただし、原作の雰囲気に満足する原作ファンばかりではないことから、そういった視聴者たちに魅力を分かってもらうために、例えば第1期第1話でゴンドラが大きな連絡船が着水する所にすれ違いそうになるといったスペクタクル描写や、灯里の逆漕ぎのシーンには若干のアクションもの風のカットが割られたりするといった試みがなされている。
本作では登場人物たちの何気ない仕草や表情、彼女たちの肌触りや存在感などの日常的な部分が重視されており、「夢のようなファンタジー世界だけれど、彼女たちの存在感はしっかり伝わってくる」という作品にすることが今回の1番のテーマとなっている。

### 美術・キャラクターデザイン
カラーイラストが存在しない原作漫画の色をアニメ用に設定していくうえで、佐藤から全体的に淡い木の色で統一しそこに灯里やアリシアがいると柔らかな雰囲気が感じられるようにと指示された美術監督の西川淳一郎は、原作の持っているリアルではない透明感のある雰囲気を出すことを意識したと話している。また、助監督の布施木一喜の指示によって朽ちた部分はそのまま描写されており、これは単に綺麗なだけではなく街の裏側が見えるような部分を表した方が良いと判断されたためである。
キャラクターデザインにおいては原作の雰囲気を損ねないことがなによりも重視されており、トレンドの絵柄に落とし込むことは避けられている。アニメ用にキャラクターを落とし込む際も出来る限りキャラクターの記号化を避けるように配慮されている。原作に登場しない服装については未来的なものか現代的なものかで判断に苦労を強いられたが、最終的に原作に登場するキャラクターの服装が現代的だと判断され、アニメにおいてもそれに準拠する形が取られている。なお、原作ではキャラクターの服装よりも髪型が変わる頻度が多かったが、キャラクターの定着を妨げることが不安視され、アニメではできる限り髪型は変えないようにされている。

### 音楽
ネオ・ヴェネツィアの世界観を成立させるために、音楽面での配慮がなされている。佐藤曰く、通常の劇伴作りにおいてドラマチックにわかりやすく、楽しい場面では楽しそうに、悲しい場面では悲しそうな感じで制作していくが、そうするとネオ・ヴェネツィアの風景にマッチしないため、本作では「夕陽」「懐かしい物との別れ」などのキーワードを用意して、そのイメージを基に制作が行われていった。
本作の劇伴はChoro Club feat.Senooが担当する。以前に『Choro Club feat.Senoo』名義でドラマのサントラを担当しており、それを聞いた本作の音楽プロデューサーが彼らに興味を示したことがきっかけとなり本作に参加することとなった。Choro Clubは佐藤からの指示は特になく自由に出来たと、妹尾は佐藤から「ネオ・ヴェネツィアを世界観を優しく包み込むようなゆったりとした音楽」を作って欲しいと指示を受けたとそれぞれ話している。劇伴制作においては情景に対するリクエストに細かく丁寧に応えていくよりも、情景に対するリクエストや原作のイメージを頭にインプットして各メンバーが一気に曲を書き、さらに書かれた曲を情景に当てはめていくといった手順で行っているとChoro Clubは話している。

### 演技・役作り
灯里役の葉月絵理乃は演じる上では特に役作りをすることもなく、最後まで自然体で演じることができたとしている。また、あまりに自然に演じることができたため、「このままいいのか」と焦りを感じていたが、精神面で余裕が出てくると他のキャストの演技から得るものがあったと話している。
愛華役の斎藤千和は灯里とアリスが前面に出る性格ではないことから愛華の言動が余計にきつく感じられるため、表面的にきつく感じられる言葉でも内面的に暖かい気持ちを持ちながら演じることを意識している。なお、監督の佐藤順一が原作を読んで愛華を見た時に斎藤のイメージが浮かんだとしており、斎藤自身も愛華が自身と似た性格だと自覚していたこともあって当初は芝居がしやすいのではと感じていたが、実際に演じてみると自身がこれまで演じたキャラクターの中でトップクラスに難しかったと話している。
アリス役の広橋涼は佐藤から「言っていることはしっかりしていても、本質的には幼さを残すように」と指示を受けている。また、演じる上ではアリスが感情の起伏が少ない性格のために驚きを大袈裟に表現することができずに毎回試行錯誤を重ねている。

### アニメオリジナルキャラクター
アニメ版ではオリジナルキャラクターとしてアイが登場する。灯里たちを俯瞰で見ている人物が欲しいという佐藤の考えによって生み出されたキャラクターであり、デザインは原作者である天野こずえによって描かれた。

## 主題歌

### オープニングテーマ
「ウンディーネ」（第1期：第1話 - 第12話 / 第2期：第16話 - 第17話 / 第3期：第13話）
牧野由依によるオープニングテーマ。作詞は河井英里、作曲・編曲は窪田ミナ。
牧野は作品のイメージに沿うように「伸び伸びとした感じ」で歌唱しており、最も大切な言葉が凝縮されているサビの部分が自身のお気に入りだと話している。
「ユーフォリア」（第2期：第1話 - 第15話、第18話 - 第26話）
牧野由依によるオープニングテーマ。作詞は河井英里、作曲・編曲は窪田ミナ。
「スピラーレ」（第3期：第1話 - 第12話）
牧野由依によるオープニングテーマ。作詞は河井英里、作曲・編曲は窪田ミナ。

### エンディングテーマ
「Rainbow」（第1期：第1話 - 第12話 / 第2期：26話）
ROUND TABLE feat. Ninoによるエンディングテーマ。作詞・作曲は北川勝利、編曲はROUND TABLEと桜井康史。
EDアニメーションにおけるコンセプトは「手描きの味」であり、それぞれのイラストは実際にヴェネツィアでの取材の際に撮影した資料を基にして描かれている。
「夏待ち」（第2期：第1話 - 第15話）
ROUND TABLE feat. Ninoによるエンディングテーマ。作詞・作曲は北川勝利、編曲はROUND TABLEと桜井康史、ストリングス編曲は窪田ミナ。
「Smile Again」（第2期：第16話 - 第25話）
葉月絵理乃によるエンディングテーマ。作詞・作曲は妹尾武、編曲は妹尾武と羽岡佳。
「金の波 千の波」（第3期：第1話 - 第12話）
新居昭乃によるエンディングテーマ。作詞は新居昭乃、作曲は新居昭乃と保刈久明、編曲は保刈久明。
EDアニメーションの演出を担当した布施木一喜は全体を通して白と青のトーンを強調した色合いにしており、さらに撮影の際には「全体が弱く発光しているような」処理を行うことで、独特な質感を出している。
「鳥かごの夢」 (Special Navigation)
新居昭乃によるエンディングテーマ。作詞は新居昭乃、作曲は新居昭乃と保刈久明、編曲は保刈久明。

### 挿入歌
「バルカローレ」（第1期：第6話・第11話 / 第2期：第13話 / 第3期：第5話）
河井英里による挿入歌。作詞は河井英里、作曲・編曲は窪田ミナ。
「シンフォニー」（第1期：第11話 - 第12話）
牧野由依による挿入歌。作詞は伊藤利恵子、作曲は北川勝利、編曲は桜井康史。
「Just For You」（第1期：第13話）
ROUND TABLE feat. Ninoによる挿入歌。作詞は伊藤利恵子、作曲は北川勝利、編曲はROUND TABLEと桜井康史。
「潮騒」（第2期：第9話）
ROUND TABLE feat. Ninoによる挿入歌。作詞は伊藤利恵子、作曲は北川勝利、編曲はROUND TABLEと桜井康史。
「コッコロ」（第2期：第13話、第15話）
河井英里による挿入歌。作詞は河井英里、作曲・編曲は窪田ミナ。
「雨降花」（第2期：第17話）
牧野由依による挿入歌。作詞は牧野由依、作曲はF.GIRAUD、編曲は河野伸。
「髪とヘアピンと私」（第2期：第18話、第19話）
斎藤千和による挿入歌。作詞は高橋舞、作曲はF.GIRAUD、編曲は窪田ミナ。
「鳥かごの夢」（第3期：第7話）
新居昭乃による挿入歌。作詞は新居昭乃、作曲は新居昭乃と保刈久明、編曲は保刈久明。
「七色の空を」（第3期：第7話）
SONOROUSによる挿入歌。作詞・作曲はSONOROUS、編曲はChoro Club、ストリングス編曲は沢田穣治（Choro Clubプロデュース）。
「ルーミス エテルネ」（第3期：第9話）
広橋涼による挿入歌。作詞・作曲・編曲は窪田ミナ。
「横顔」（第3期：第12話 - 第13話）
牧野由依による挿入歌。作詞・作曲は伊藤利恵子、編曲は桜井康史と伊藤利恵子。
「明日、夕暮れまで」
葉月絵理乃による挿入歌。作詞は伊藤利恵子、作曲・編曲は北川勝利、ストリングス編曲は桜井康史（ピアノ演奏：妹尾武）。

## 評価

### 売上

#### DVD
第1期第1巻の推定初週売上は8,843枚、第2期第1巻の推定初週売上は9,609枚をそれぞれ記録している。2007年6月時点で「ARIA」シリーズのDVD総売上は30万本を記録している。第3期第1巻の初週推定売上は10,733枚、推定累積売上は2008年12月時点で14,520枚をそれぞれ記録している。
第1期DVDBOXの推定初週売上は7,019枚、第2期DVDBOXの推定初週売上は6,763枚、第3期DVDBOXの推定初週売上は6,531枚をそれぞれ記録している。

#### BD
第1期Blu-rayBOXの推定初週売上は14,336枚、第2期Blu-rayBOXの推定初週売上は13,102枚、第3期Blu-rayBOXの推定初週売上は12,619枚をそれぞれ記録している。

### 批評
ライターの杉本穂高は本作を「日常系アニメを代表する名作」としており、ネオ・ヴェネツィアの美しい情景と優しい登場人物たちによる心地よい空間にずっと浸っていたくなると評している。
宝島社発行の『このアニメがすごい！2007』では第2期「ARIA The NATURAL」のレビューが以下のように掲載されている。
映画評論家の増當竜也はウンディーネの先輩後輩といった関係性によるエピソードを除けば特にドラマティックなエピソードは存在しないが、何気ない日常シーンが秀逸な画と音の融合を得て視聴者に至高の癒しをもたらしていると評している。また、増當は本作では敵や悪人といった人物は全く登場せず、それどころが「ほとんどの登場人物たちが慈愛豊かにウンディーネをめざすヒロイン少女たちを見つめ続け、その眼差しに助けられながら、彼女たちは少しずつ成長していく」としており、これがアニメファンのみならず若い世代の女性からも指示されている要因だと評している。
アニメ評論家の藤津亮太は2016年にアキバ総研に寄せたコラムの中で『ARIA The ANIMATION』について言及しており、現在の深夜アニメにおいて「ゆったりとした時間」の作品の制作が行われている背景には本作のヒットが少なからず影響しているのではないかと推察している。また藤津曰く、2000年前後に「ゆったりとした時間」の作品が増えたこともあったもののそれも次第に少なくなっていったが、この流れを一変させたのが本作だったと述べている。
アニメ監督の新房昭之は起承転結も事件もない本作が売れたことに驚いたと語っており、『ひだまりスケッチ』の参考にしたという。

### ランキング・人気投票
テレビ朝日による投票企画「芸能界アニメ通が集結！徹底調査!! 好きなアニメランキング100」では第1期が63位にランクインしている。
2006年の全アニメ作品を対象にした「このアニメがすごい！大賞2007」では第2期「ARIA The NATURAL」が第17位にランクインしている。
アニメグランプリでの結果は以下の通り。
| 年   | セレモニー             | 部門                 | 対象                   | 結果 | 出典   |
| ---- | ---------------------- | -------------------- | ---------------------- | ---- | ------ |
| 2006 | 第28回アニメグランプリ | グランプリ作品部門   | ARIA The ANIMATION     | 12位 | [ 71 ] |
| 2006 | 第28回アニメグランプリ | 女性キャラクター部門 | 水無灯里               | 15位 | [ 72 ] |
| 2007 | 第29回アニメグランプリ | グランプリ作品部門   | ARIA The NATURAL       | 13位 | [ 73 ] |
| 2007 | 第29回アニメグランプリ | 女性キャラクター部門 | 水無灯里               | 18位 | [ 74 ] |
| 2009 | 第31回アニメグランプリ | グランプリ作品部門   | ARIA The ORIGINATION   | 13位 | [ 75 ] |
| 2009 | 第31回アニメグランプリ | サブタイトル部門     | その 新しいはじまりに… | 16位 | [ 76 ] |

2021年10月25日から11月10日にかけて公式が好きなエピソードを募集するファン投票企画を行い、同年11月18日に以下のような結果が発表された。
| 順位 | サブタイトル                                 |
| ---- | -------------------------------------------- |
| 1    | 第1期第11話「その オレンジの日々を…」        |
| 2    | 第3期第9話「その オレンジの風につつまれて…」 |
| 3    | 第3期第13話「その 新しいはじまりに…」        |
| 4    | 第3期第5話「その おもいでのクローバーは…」   |
| 5    | 第3期第4話「その 明日を目指すものたちは…」   |
| 6    | 第2期第2話「その 宝物をさがして…」           |
| 7    | 第3期第12話「その 蒼い海と風の中で…」        |
| 8    | ARIA The CREPUSCOLO                          |
| 9    | 第3期第6話「その 素敵な課外授業に…」         |
| 10   | 第2期第16話「その ゴンドラとの別れは…」      |

## 各話リスト
| 話数               | サブタイトル                                       | 脚本                       | 絵コンテ                          | 演出                                        | 作画監督                                                   |       |       |       |       |       |       |       |       |       |       |       |       |       |       |       |       |       |       |       |
| 第1期              | 第1期                                              | 第1期                      | 第1期                             | 第1期                                       | 第1期                                                      | 第1期 | 第1期 | 第1期 | 第1期 | 第1期 | 第1期 | 第1期 | 第1期 | 第1期 | 第1期 | 第1期 | 第1期 | 第1期 | 第1期 | 第1期 | 第1期 | 第1期 | 第1期 | 第1期 |
| ------------------ | -------------------------------------------------- | -------------------------- | --------------------------------- | ------------------------------------------- | ---------------------------------------------------------- | ----- | ----- | ----- | ----- | ----- | ----- | ----- | ----- | ----- | ----- | ----- | ----- | ----- | ----- | ----- | ----- | ----- | ----- | ----- |
| 第1話              | その 素敵な奇跡を…                                 | 佐藤順一                   | 佐藤順一                          | 布施木一喜                                  | 古賀誠                                                     |       |       |       |       |       |       |       |       |       |       |       |       |       |       |       |       |       |       |       |
| 第2話              | その 特別な日に…                                   | 吉田玲子                   | 佐藤順一 向中野義雄 [ 79 ]        | 向中野義雄 布施木一喜 [ 79 ]                | 近藤優次                                                   |       |       |       |       |       |       |       |       |       |       |       |       |       |       |       |       |       |       |       |
| 第3話              | その 透明な少女と…                                 | 吉田玲子                   | 後藤圭二                          | 後藤圭二                                    | 吉本拓二                                                   |       |       |       |       |       |       |       |       |       |       |       |       |       |       |       |       |       |       |       |
| 第4話              | その 届かない手紙は…                               | 吉田玲子                   | 佐藤順一                          | 玉川真人                                    | 住本悦子                                                   |       |       |       |       |       |       |       |       |       |       |       |       |       |       |       |       |       |       |       |
| 第5話              | その あるはずのない島へ…                           | 吉田玲子                   | 福多潤                            | 筑紫大介                                    | 霜山朋久                                                   |       |       |       |       |       |       |       |       |       |       |       |       |       |       |       |       |       |       |       |
| 第6話              | その 守りたいものに…                               | 吉田玲子                   | 島崎奈々子 佐々木守 [ 83 ]        | 島崎奈々子                                  | 羽生貴之 柳瀬雄之 [ 83 ]                                   |       |       |       |       |       |       |       |       |       |       |       |       |       |       |       |       |       |       |       |
| 第7話              | その 素敵なお仕事を…                               | 吉田玲子                   | 布施木一喜                        | 布施木一喜 名取孝浩 [ 84 ]                  | 吉本拓二 藤原未来夫 宮本由紀子 [ 84 ]                      |       |       |       |       |       |       |       |       |       |       |       |       |       |       |       |       |       |       |       |
| 第8話              | その 憂鬱な社長ったら…その イケてるヒーローってば… | 佐藤順一                   | 佐藤順一                          | 玉川真人                                    | 松林唯人                                                   |       |       |       |       |       |       |       |       |       |       |       |       |       |       |       |       |       |       |       |
| 第9話              | その 星のような妖精は…                             | 藤咲あゆな                 | 竹下健一                          | 竹下健一                                    | 藤沢俊幸                                                   |       |       |       |       |       |       |       |       |       |       |       |       |       |       |       |       |       |       |       |
| 第10話             | その ほかほかな休日は…                             | 吉田玲子                   | 福多潤                            | いとがしんたろー 名取孝浩 [ 89 ]            | 柳瀬雄之 霜山朋久 [ 89 ]                                   |       |       |       |       |       |       |       |       |       |       |       |       |       |       |       |       |       |       |       |
| 第11話             | その オレンジの日々を…                             | 藤咲あゆな                 | 佐藤順一                          | 竹下健一 筑紫大介 [ 90 ]                    | 日下岳史 音地正行 [ 90 ]                                   |       |       |       |       |       |       |       |       |       |       |       |       |       |       |       |       |       |       |       |
| 第12話             | その やわらかな願いは…                             | 吉田玲子                   | 佐藤順一                          | 玉川真人                                    | 柳瀬雄之 和井宏 [ 91 ]                                     |       |       |       |       |       |       |       |       |       |       |       |       |       |       |       |       |       |       |       |
| 第13話             | その まっしろな朝を…                               | 藤咲あゆな                 | 布施木一喜                        | 布施木一喜 いとがしんたろー 名取孝浩 [ 92 ] | 日下岳史 柳瀬雄之 霜山朋久 吉本拓二 古賀誠 [ 92 ]          |       |       |       |       |       |       |       |       |       |       |       |       |       |       |       |       |       |       |       |
| 第2期              |                                                    |                            |                                   |                                             |                                                            |       |       |       |       |       |       |       |       |       |       |       |       |       |       |       |       |       |       |       |
| 第1話              | その カーニバルの出逢いは…                         | 吉田玲子                   | 佐藤順一                          | いとがしんたろー                            | 海堂ひろゆき 小森良 [ 93 ]                                 |       |       |       |       |       |       |       |       |       |       |       |       |       |       |       |       |       |       |       |
| 第2話              | その 宝物をさがして…                               | 藤咲あゆな                 | 和田高明                          | 唐戸光博                                    | 和田高明                                                   |       |       |       |       |       |       |       |       |       |       |       |       |       |       |       |       |       |       |       |
| 第3話              | その 流星群の夜に…                                 | 藤咲あゆな                 | 名取孝浩                          | 名取孝浩                                    | 福元敬子 柳瀬雄之 [ 95 ]                                   |       |       |       |       |       |       |       |       |       |       |       |       |       |       |       |       |       |       |       |
| 第4話              | その ネオ・ヴェネツィア色の心は…                   | 吉田玲子                   | 佐山聖子                          | 安藤健                                      | 松岡謙治                                                   |       |       |       |       |       |       |       |       |       |       |       |       |       |       |       |       |       |       |       |
| 第5話              | その 雨の日の素敵は… その 春にみつけたものは…      | 布施木一喜 竹下健一 [ 97 ] | 布施木一喜                        | 浅井義之                                    | 吉田優子 松本剛彦 [ 97 ]                                   |       |       |       |       |       |       |       |       |       |       |       |       |       |       |       |       |       |       |       |
| 第6話              | その 鏡にうつる笑顔は…                             | 竹下健一 布施木一喜 [ 98 ] | 竹下健一                          | 筑紫大介                                    | 渡辺章 高橋直樹 [ 98 ]                                     |       |       |       |       |       |       |       |       |       |       |       |       |       |       |       |       |       |       |       |
| 第7話              | その 猫たちの王国へ…                               | 吉田玲子                   | 佐藤順一                          | いとがしんたろー                            | 塩川貴史                                                   |       |       |       |       |       |       |       |       |       |       |       |       |       |       |       |       |       |       |       |
| 第8話              | その ボッコロの日に…                               | 藤咲あゆな                 | 福多潤                            | ヤマトナオミチ                              | 海堂ひろゆき                                               |       |       |       |       |       |       |       |       |       |       |       |       |       |       |       |       |       |       |       |
| 第9話              | その 素顔の星たちは…                               | 岡田麿里                   | 後藤圭二                          | 唐戸光博                                    | 宇都木勇 武内啓 [ 101 ]                                    |       |       |       |       |       |       |       |       |       |       |       |       |       |       |       |       |       |       |       |
| 第10話             | その あたたかな街と人々と…                         | 岡田麿里                   | 佐藤順一 いとがしんたろー [ 102 ] | いとがしんたろー 金澤由季 [ 102 ]           | 吉田優子 八木元喜 [ 102 ]                                  |       |       |       |       |       |       |       |       |       |       |       |       |       |       |       |       |       |       |       |
| 第11話             | その 大切な輝きに…                                 | 藤咲あゆな                 | 名取孝浩                          | 名取孝浩                                    | 音地正行                                                   |       |       |       |       |       |       |       |       |       |       |       |       |       |       |       |       |       |       |       |
| 第12話             | その 逃げ水を追って…その 夜光鈴の光は…             | 吉田玲子                   | 佐山聖子                          | 安藤健                                      | 松岡謙治                                                   |       |       |       |       |       |       |       |       |       |       |       |       |       |       |       |       |       |       |       |
| 第13話             | その でっかい自分ルールを…                         | 浦畑達彦                   | 細田直人                          | 筑紫大介                                    | 飯塚晴子 海堂ひろゆき [ 107 ]                              |       |       |       |       |       |       |       |       |       |       |       |       |       |       |       |       |       |       |       |
| 第14話             | その いちばん新しい想い出に…                       | 岡田麿里                   | 竹下健一 佐藤順一 [ 108 ]         | 唐戸光博 室谷靖 [ 108 ]                     | 塩川貴史 海堂ひろゆき 門之園恵美 伊東克修 熊谷哲矢 [ 108 ] |       |       |       |       |       |       |       |       |       |       |       |       |       |       |       |       |       |       |       |
| 第15話             | その 広い輪っかの中で…                             | 浦畑達彦                   | 平池芳正                          | 平池芳正 唐戸光博 [ 109 ]                   | 羽生貴之 伊東克修 海堂ひろゆき [ 109 ]                     |       |       |       |       |       |       |       |       |       |       |       |       |       |       |       |       |       |       |       |
| 第16話             | その ゴンドラとの別れは…                           | 吉田玲子                   | 佐藤順一                          | いとがしんたろー 内田信吾 [ 110 ]           | 岩崎優 佐藤天昭 [ 110 ]                                    |       |       |       |       |       |       |       |       |       |       |       |       |       |       |       |       |       |       |       |
| 第17話             | その 雨降る夜が明ければ…                           | 吉田玲子                   | 佐藤順一                          | 筑紫大介 左藤洋二 [ 111 ]                   | 音地正行 羽生貴之 岩崎優 古賀淳二 [ 111 ]                  |       |       |       |       |       |       |       |       |       |       |       |       |       |       |       |       |       |       |       |
| 第18話             | その 新しい自分に…                                 | 藤咲あゆな                 | 大森貴弘                          | 安藤健                                      | 松岡謙治 中野彰子 [ 112 ]                                  |       |       |       |       |       |       |       |       |       |       |       |       |       |       |       |       |       |       |       |
| 第19話             | その 泣き虫さんったら…その 乙女心ってば…           | 藤咲あゆな                 | 佐山聖子                          | 佐山聖子                                    | 牛島勇二浦和文子                                           |       |       |       |       |       |       |       |       |       |       |       |       |       |       |       |       |       |       |       |
| 第20話             | その 影のない招くものは…                           | 竹下健一                   | 竹下健一                          | ヤマトナオミチ                              | 伊東克修 海堂ひろゆき [ 116 ]                              |       |       |       |       |       |       |       |       |       |       |       |       |       |       |       |       |       |       |       |
| 第21話             | その 銀河鉄道の夜に…                               | 吉田玲子                   | 名取孝浩                          | 名取孝浩                                    | 塩川貴史 羽生貴之 [ 117 ]                                  |       |       |       |       |       |       |       |       |       |       |       |       |       |       |       |       |       |       |       |
| 第22話             | その ふしぎワールドで…その アクアを守る者よ…       | 平池芳正                   | 平池芳正                          | 平池芳正                                    | 上田幸一郎谷川亮介                                         |       |       |       |       |       |       |       |       |       |       |       |       |       |       |       |       |       |       |       |
| 第23話             | その 海と恋と想いと…                               | 岡田麿里                   | 石山タカ明                        | 唐戸光博                                    | 伊東克修 海堂ひろゆき [ 121 ]                              |       |       |       |       |       |       |       |       |       |       |       |       |       |       |       |       |       |       |       |
| 第24話             | その 明日のウンディーネに…                         | 浦畑達彦                   | 佐山聖子                          | 筑紫大介                                    | 池田広明 浦和文子 [ 122 ]                                  |       |       |       |       |       |       |       |       |       |       |       |       |       |       |       |       |       |       |       |
| 第25話             | その 出逢いの結晶は…                               | 藤咲あゆな                 | ヤマトナオミチ 竹下健一 [ 123 ]   | ヤマトナオミチ 安藤健 [ 123 ]               | 松岡謙治 中野彰子 [ 123 ]                                  |       |       |       |       |       |       |       |       |       |       |       |       |       |       |       |       |       |       |       |
| 第26話             | その 白いやさしい街から…                           | 吉田玲子                   | 佐藤順一                          | 竹下健一 名取孝浩 [ 124 ]                   | 海堂ひろゆき 羽生貴之 [ 124 ]                              |       |       |       |       |       |       |       |       |       |       |       |       |       |       |       |       |       |       |       |
| 第3期              |                                                    |                            |                                   |                                             |                                                            |       |       |       |       |       |       |       |       |       |       |       |       |       |       |       |       |       |       |       |
| 第1話              | その やがて訪れる春の風に…                         | 藤咲あゆな                 | 佐藤順一                          | 竹下健一                                    | 音地正行                                                   |       |       |       |       |       |       |       |       |       |       |       |       |       |       |       |       |       |       |       |
| 第2話              | その 笑顔のお客さまは…                             | 浦畑達彦                   | 名取孝浩                          | 名取孝浩                                    | 児玉亮                                                     |       |       |       |       |       |       |       |       |       |       |       |       |       |       |       |       |       |       |       |
| 第3話              | その こめられた想いは…                             | 藤咲あゆな                 | 名取孝浩                          | 花井宏和                                    | 松岡謙治 中野彰子 [ 127 ]                                  |       |       |       |       |       |       |       |       |       |       |       |       |       |       |       |       |       |       |       |
| 第4話              | その 明日を目指すものたちは…                       | 竹下健一                   | 井上英紀                          | 井上英紀                                    | 井上英紀                                                   |       |       |       |       |       |       |       |       |       |       |       |       |       |       |       |       |       |       |       |
| 第5話              | その おもいでのクローバーは…                       | 浦畑達彦                   | 玉川達文                          | 玉川達文                                    | 星野真澄 上田幸一郎 藤本さとる [ 129 ]                     |       |       |       |       |       |       |       |       |       |       |       |       |       |       |       |       |       |       |       |
| 第6話              | その 素敵な課外授業に…                             | 布施木一喜                 | 布施木一喜                        | 布施木一喜                                  | 森田史                                                     |       |       |       |       |       |       |       |       |       |       |       |       |       |       |       |       |       |       |       |
| 第7話              | その ゆるやかな時の中に…                           | 竹下健一                   | 竹下健一                          | 奥野耕太                                    | 山﨑秀樹 谷川亮介 [ 131 ]                                  |       |       |       |       |       |       |       |       |       |       |       |       |       |       |       |       |       |       |       |
| 第8話              | その 大切な人の記憶に…                             | 浦畑達彦                   | 和田高明                          | 和田高明 筑紫大介 [ 132 ]                   | 和田高明 伊藤郁子 [ 132 ]                                  |       |       |       |       |       |       |       |       |       |       |       |       |       |       |       |       |       |       |       |
| 第9話              | その オレンジの風につつまれて…                     | 浦畑達彦                   | 名取孝浩                          | 名取孝浩                                    | 森田史                                                     |       |       |       |       |       |       |       |       |       |       |       |       |       |       |       |       |       |       |       |
| 第10話             | その お月見の夜のときめきは…                       | 藤咲あゆな                 | 玉川達文                          | 玉川達文                                    | 藤本さとる                                                 |       |       |       |       |       |       |       |       |       |       |       |       |       |       |       |       |       |       |       |
| 第11話             | その 変わりゆく日々に…                             | 藤咲あゆな                 | 竹下健一                          | 奥野耕太                                    | 杉本功                                                     |       |       |       |       |       |       |       |       |       |       |       |       |       |       |       |       |       |       |       |
| 第12話             | その 蒼い海と風の中で…                             | 吉田玲子                   | 佐藤順一                          | 筑紫大介                                    | 谷川亮介 藤本さとる [ 136 ]                                |       |       |       |       |       |       |       |       |       |       |       |       |       |       |       |       |       |       |       |
| 第13話             | その 新しいはじまりに…                             | 吉田玲子                   | 佐藤順一                          | 名取孝浩                                    | 山﨑秀樹                                                   |       |       |       |       |       |       |       |       |       |       |       |       |       |       |       |       |       |       |       |
| Special Navigation | その ちょっぴり秘密の場所に…                       | 藤咲あゆな                 | 佐藤順一                          | 酒井和男                                    | 門之園惠美                                                 |       |       |       |       |       |       |       |       |       |       |       |       |       |       |       |       |       |       |       |

## 放送局
| 放送地域       | 放送局         | 放送期間                       | 放送日時                    | 放送系列       | 備考             |
| 第1期          | 第1期          | 第1期                          | 第1期                       | 第1期          | 第1期            |
| -------------- | -------------- | ------------------------------ | --------------------------- | -------------- | ---------------- |
| 関東広域圏     | テレビ東京     | 2005年10月6日 - 12月29日       | 木曜 1:30 - 2:00 (水曜深夜) | テレビ東京系列 |                  |
| 大阪府         | テレビ大阪     | 2005年10月6日 - 12月29日       | 木曜 2:05 - 2:35 (水曜深夜) | テレビ東京系列 |                  |
| 愛知県         | テレビ愛知     | 2005年10月7日 - 12月30日       | 金曜 2:28 - 2:58 (木曜深夜) | テレビ東京系列 |                  |
| 日本全域       | AT-X           | 2005年10月10日 - 2006年1月2日  | 月曜 10:30 - 11:00          | CS放送         | リピート放送あり |
| 北海道         | テレビ北海道   | 2005年10月12日 - 2006年1月11日 | 水曜 2:00 - 2:30 (火曜深夜) | テレビ東京系列 |                  |
| 福岡県         | TVQ九州放送    | 2005年10月12日 - 2006年1月11日 | 水曜 2:23 - 2:53 (水曜深夜) | テレビ東京系列 |                  |
| 岡山県・香川県 | テレビせとうち | 2005年10月13日 - 2006年1月12日 | 木曜 1:28 - 1:58 (水曜深夜) | テレビ東京系列 |                  |
| 滋賀県         | びわ湖放送     | 2006年4月11日 - 7月4日         | 火曜 17:25 - 17:54          | 独立局         |                  |
| 日本全域       | GYAO!          | 2006年4月1日 - 6月24日         | 土曜 更新                   | ネット配信     |                  |
| 埼玉県         | テレ玉         | 2013年5月3日 - 8月23日         | 金曜 18:30 - 19:00          | 独立局         |                  |
| 神奈川県       | tvk            | 2014年10月6日 -                | 月曜 0:30 - 1:00 (日曜深夜) | 独立局         |                  |
| 第2期          |                |                                |                             |                |                  |
| 関東広域圏     | テレビ東京     | 2006年4月3日 - 9月25日         | 月曜 1:00 - 1:30 (日曜深夜) | テレビ東京系列 |                  |
| 愛知県         | テレビ愛知     | 2006年4月5日 - 9月27日         | 水曜 2:28 - 2:58 (火曜深夜) | テレビ東京系列 |                  |
| 日本全域       | AT-X           | 2006年4月7日 - 9月29日         | 金曜 10:30 - 11:00          | CS放送         | リピート放送あり |
| 大阪府         | テレビ大阪     | 2006年4月12日 - 10月4日        | 水曜 2:05 - 2:35 (火曜深夜) | テレビ東京系列 |                  |
| 滋賀県         | びわ湖放送     | 2006年7月11日 - 2007年1月9日   | 火曜 17:25 - 17:54          | 独立局         |                  |
| 日本全域       | GYAO!          | 2006年7月1日 - 12月23日        | 土曜 更新                   | ネット配信     |                  |
| 埼玉県         | テレ玉         | 2013年8月30日 - 2014年3月21日  | 金曜 18:30 - 19:00          | 独立局         |                  |
| 第3期          |                |                                |                             |                |                  |
| 関東広域圏     | テレビ東京     | 2008年1月8日 - 4月1日          | 火曜 2:00 - 2:30 (月曜深夜) | テレビ東京系列 |                  |
| 愛知県         | テレビ愛知     | 2008年1月8日 - 4月1日          | 火曜 2:35 - 3:05 (月曜深夜) | テレビ東京系列 |                  |
| 大阪府         | テレビ大阪     | 2008年1月10日 - 4月3日         | 木曜 2:25 - 2:55 (水曜深夜) | テレビ東京系列 |                  |
| 日本全域       | AT-X           | 2008年1月10日 - 4月3日         | 木曜 10:30 - 11:00          | CS放送         | リピート放送あり |
| 滋賀県         | びわ湖放送     | 2009年10月6日 - 12月29日       | 火曜 2:00 - 2:30 (月曜深夜) | 独立局         |                  |
| 埼玉県         | テレ玉         | 2014年3月18日 - 6月10日        | 火曜 18:00 - 18:30          | 独立局         |                  |

## DVD / BD

### DVD
| 巻数                              | 発売日             | 収録内容           | 規格品番           |
| ARIA The ANIMATION                | ARIA The ANIMATION | ARIA The ANIMATION | ARIA The ANIMATION |
| --------------------------------- | ------------------ | ------------------ | ------------------ |
| ARIA The ANIMATION Navigation.1   | 2006年1月25日      | 第1話〜第2話       | ZMBZ-2551          |
| ARIA The ANIMATION Navigation.2   | 2006年2月24日      | 第3話〜第4話       | ZMBZ-2552          |
| ARIA The ANIMATION Navigation.3   | 2006年3月24日      | 第5話〜第6話       | ZMBZ-2553          |
| ARIA The ANIMATION Navigation.4   | 2006年4月25日      | 第7話〜第8話       | ZMBZ-2554          |
| ARIA The ANIMATION Navigation.5   | 2006年5月25日      | 第9話〜第10話      | ZMBZ-2555          |
| ARIA The ANIMATION Navigation.6   | 2006年6月23日      | 第11話〜第13話     | ZMBZ-2556          |
| ARIA The NATURAL                  |                    |                    |                    |
| ARIA The NATURAL Navigation.1     | 2006年7月25日      | 第1話〜第2話       | ZMBZ-2791          |
| ARIA The NATURAL Navigation.2     | 2006年8月25日      | 第3話〜第5話       | ZMBZ-2792          |
| ARIA The NATURAL Navigation.3     | 2006年9月22日      | 第6話〜第8話       | ZMBZ-2793          |
| ARIA The NATURAL Navigation.4     | 2006年10月24日     | 第9話〜第11話      | ZMBZ-2794          |
| ARIA The NATURAL Navigation.5     | 2006年11月25日     | 第12話〜第14話     | ZMBZ-2795          |
| ARIA The NATURAL Navigation.6     | 2006年12月22日     | 第15話〜第17話     | ZMBZ-2796          |
| ARIA The NATURAL Navigation.7     | 2007年1月25日      | 第18話〜第20話     | ZMBZ-2797          |
| ARIA The NATURAL Navigation.8     | 2007年2月23日      | 第21話〜第23話     | ZMBZ-2798          |
| ARIA The NATURAL Navigation.9     | 2007年3月23日      | 第24話〜第26話     | ZMBZ-2799          |
| ARIA The ORIGINATION              |                    |                    |                    |
| ARIA The ORIGINATION Navigation.1 | 2008年4月25日      | 第1話〜第2話       | ZMBZ-4021          |
| ARIA The ORIGINATION Navigation.2 | 2008年5月23日      | 第3話〜第4話       | ZMBZ-4022          |
| ARIA The ORIGINATION Navigation.3 | 2008年6月25日      | 第5話、Sp Navi     | ZMBZ-4023          |
| ARIA The ORIGINATION Navigation.4 | 2008年7月25日      | 第6話〜第7話       | ZMBZ-4024          |
| ARIA The ORIGINATION Navigation.5 | 2008年8月22日      | 第8話〜第9話       | ZMBZ-4025          |
| ARIA The ORIGINATION Navigation.6 | 2008年9月25日      | 第10話〜第11話     | ZMBZ-4026          |
| ARIA The ORIGINATION Navigation.7 | 2008年10月24日     | 第12話〜第13話     | ZMBZ-4027          |
| DVD-BOX                           |                    |                    |                    |
| ARIA The ANIMATION DVD-BOX        | 2009年3月25日      | 第1話〜第13話      | ZMSZ-4346          |
| ARIA The NATURAL DVD-BOX          | 2009年11月25日     | 第1話〜第26話      | ZMSZ-5160          |
| ARIA The ORIGINATION DVD-BOX      | 2010年3月25日      | 第1話〜第13話      | ZMSZ-5340          |

### BD
※ 『AVVENIRE』以外は1シリーズ全話1ボックス仕様。
| 商品名                           | 発売日             | 規格品番           | 備考                                |
| ARIA The ANIMATION               | ARIA The ANIMATION | ARIA The ANIMATION | ARIA The ANIMATION                  |
| -------------------------------- | ------------------ | ------------------ | ----------------------------------- |
| ARIA The ANIMATION Blu-ray BOX   | 2015年12月24日     | SHBR-0335          | 特別収録『ARIA The AVVENIRE』 第1話 |
| ARIA The NATURAL                 |                    |                    |                                     |
| ARIA The NATURAL Blu-ray BOX     | 2016年3月23日      | ZMAZ-10177         | 特別収録『ARIA The AVVENIRE』 第2話 |
| ARIA The ORIGINATION             |                    |                    |                                     |
| ARIA The ORIGINATION Blu-ray BOX | 2016年6月24日      | ZMAZ-10177         | 特別収録『ARIA The AVVENIRE』 第3話 |

### 映像特典
『ARIA The ORIGINATION』DVD各巻収録の映像特典ピクチャードラマ。全7話。
| 話数   | サブタイトル              | 監修     | 脚本       | 演出       | 作画監督 |
| ------ | ------------------------- | -------- | ---------- | ---------- | -------- |
| 第一話 | パジャマパーティー        | 佐藤順一 | 藤咲あゆな | 名取孝浩   | 音地正行 |
| 第二話 | トラゲット その後         | 佐藤順一 | 浦畑達彦   | 名取孝浩   | 音地正行 |
| 第三話 | その栄光の勝利を目指して… | 佐藤順一 | 竹下健一   | 竹下健一   | 音地正行 |
| 第四話 | ネォ・ヴェネツィアの屈辱  | 佐藤順一 | 吉田玲子   | 布施木一喜 | 音地正行 |
| 第五話 | アリスの怪談              | 佐藤順一 | 浦畑達彦   | 布施木一喜 | 音地正行 |
| 第六話 | あかつきんちゃん          | 佐藤順一 | 藤咲あゆな | 布施木一喜 | 音地正行 |
| 第七話 | 春と一緒に                | 佐藤順一 | 吉田玲子   | 布施木一喜 | 音地正行 |

## インターネットラジオ
ARIA The STATION Neo VENEZIA INFORMALE
2006年1月10日から3月28日まで音泉・BEWE、アニメイトTVにて毎週火曜日（アニメイトTVでは毎週木曜日）に配信された。パーソナリティは葉月絵理乃、斎藤千和、広橋涼が務めた。
ARIA The STATION Due
2006年4月6日から2007年3月29日まで音泉・BEWE、アニメイトTVにて毎週木曜日に配信された。パーソナリティは葉月絵理乃、西村ちなみが務めた。
ARIA The STATION Tricolore
2007年4月5日から2008年3月27日まで音泉・BEWE、アニメイトTVにて毎週木曜日に配信された。パーソナリティは葉月絵理乃、西村ちなみが務めた。
ARIA The STATION SPECIAL
2008年5月29日から7月10日まで音泉にて隔週木曜日に配信された。パーソナリティは葉月絵理乃、西村ちなみが務めた。
ARIA The Station Memoria
2015年12月23日から2016年6月22日まで音泉にて毎月第4水曜日に配信された。パーソナリティは葉月絵理乃、西村ちなみが務めた。

## イベント
ARIA The CONCERT
2007年11月30日に日本青年館ホールにてコンサートイベント「ARIA The CONCERT」が開催された。出演：Choro Club feat. Senoo・牧野由依・窪田ミナ・葉月絵理乃・河井英里・ROUND TABLE・SONOROUS
ARIA The ANIMATION セレクション上映イベント
ARIA The ANIMATION オールナイト上映イベント
2015年11月15日に新宿ピカデリーにて「ARIA The ANIMATION」セレクション上映イベントが行われ、葉月絵理乃と佐藤順一が登壇した。同年12月11日には同所にて「ARIA The ANIMATION」オールナイト上映イベントが行われ、葉月絵理乃、西村ちなみ、大原さやか、佐藤順一が登壇した。
ARIA The NATURAL セレクション上映イベント
ARIA The NATURAL オールナイトイベント
2016年2月26日に新宿ピカデリーにて「ARIA The NATURAL」セレクション上映イベントが行われ、葉月絵理乃とプロデューサー・飯塚寿雄が登壇した。同年3月4日には同所にて「ARIA The NATURAL」オールナイトイベントが行われ、葉月絵理乃、 西村ちなみ、佐藤順一が登壇した。
ARIA The ORIGINATION セレクション上映イベント
ARIA The ORIGINATION オールナイトイベント
2016年4月15日に新宿ピカデリーにて「ARIA The ORIGINATION」セレクション上映イベントが行われ、葉月絵理乃とプロデューサー・飯塚寿雄が登壇した。同年5月14日には同所にて「ARIA The ORIGINATION」オールナイトイベントが行われ、葉月絵理乃、西村ちなみ、大原さやか、佐藤順一が登壇した。
ARIA The RECITAL ～Crociera da sperare～
松竹と近畿日本ツーリストの企画により、2019年1月26日にレストラン船「ヴァンテアン」にてランチブッフェ付トークショーが開催された。葉月絵理乃、大原さやか、西村ちなみ、Choro Club、窪田ミナ、佐藤順一が登壇した。
ARIA The MEMORIA 〜ネオ・ヴェネツィア国際映画祭〜
ARIA The MEMORIA Ancora 〜夏夜に生まれる願いの種〜
2021年8月26日から9月12日までアニメ『ARIA』シリーズ初の公式展示会である「ARIA The MEMORIA 〜ネオ・ヴェネツィア国際映画祭〜」がマルイシティ横浜にて開催された。また、2022年7月23日から8月14日まで公式展示会第2弾となる「ARIA The MEMORIA Ancora 〜夏夜に生まれる願いの種〜」が渋谷マルイにて開催された。
ARIA The SINFONIA
2023年8月5日にアニメ『ARIA』シリーズ初のオーケストラコンサート「ARIA The SINFONIA」が文京シビックホールにて開催された。また丸の内ピカデリーでの同時ライブビューイングと、イープラスのStreaming+にて生配信と1週間のストリーミング配信も行われた。指揮：井田勝大、演奏：グランドフィルハーモニック東京・Choro Club feat. Senoo・窪田ミナ 、コンサートマスター：對馬哲男、歌：牧野由依、出演：葉月絵理乃・佐藤順一・佐藤恭野
ARIA The SINFONIA ～Viaggio 2～
2025年2月16日に、「ARIA The SINFONIA」の第2弾がすみだトリフォニーホール大ホールで開催。指揮：井田勝大、演奏：グランドフィルハーモニック東京、コンサートマスター：對馬哲男、司会：檜山沙耶、出演：牧野由依・斎藤千和・広橋涼・西村ちなみ・佐藤順一・佐藤恭野
ARIA The MANHOME ～una bella passeggiata～ Ritorno　ARIA聖地巡礼ベネチアツアー
松竹と近畿日本ツーリストの企画によって2024年2月18日から2月24日に催行された、ARIAのモデルとなったヴェネツィアの聖地巡礼ツアー。制作スタッフ（佐藤順一・佐藤恭野・ 名取孝浩）や声優（西村ちなみ・大原さやか・広橋涼）によるトークショーも行われ、原作者の天野こずえもツアーに同行した。もともとは2020年2月27から3月1日にかけて催行予定であったが、新型コロナウイルス感染症拡大に伴う緊急事態宣言発令による影響により中止となったツアーの振替開催である 。日本旅行業協会『ツアーグランプリ2024』にて、海外旅行部門優秀賞を受賞。

## コラボレーション
2012年7月13日からカードコレクションアプリ『嫁コレ』（iPhone / Android）に本作のキャラクター・水無灯里が追加された。同年7月27日からは愛華が、同年8月10日からはアリスが、同年10月12日からはアリシアがそれぞれ追加された。

## ゲーム

### コンシューマーゲーム

#### ARIA The NATURAL 〜遠い記憶のミラージュ〜
2006年9月28日にアルケミストからPlayStation 2用ゲームとして発売された。2008年3月6日に加賀クリエイトからベスト版が発売している。ゲーム自体はアニメ的な演出効果を盛り込んでいるビジュアルノベルの形式をとっており、物語を主人公の青年の視点から描いている。また、本作のために新たに書き下ろされたCGや天野自らがデザインしたゲームオリジナルのキャラクターも追加されている。2006年4月に行われたアルケミストのイベント「アルケ祭」にて本作の主題歌が発表された。
テーマソング
オープニングおよびエンディング収録のCDは2006年10月6日に発売された。
オープニングテーマ「BLUE BLUE WAVE」
作詞・作曲 - 志倉千代丸 / 編曲 - 磯江俊道 / 歌 - KAORI
エンディングテーマ「その小さな小さな微笑で」
作詞・作曲 - 志倉千代丸 / 編曲 - 上野浩司 / 歌 - KAORI

#### ARIA The ORIGINATION 〜蒼い惑星のエルシエロ〜
2008年6月26日にアルケミストからPlayStation 2用ゲームとして発売された。2009年8月6日に加賀クリエイトからベスト版が発売している。本作では冬のネオ・ヴェネツィアを舞台に、プリマを目指す見習いウンディーネのアニエス・デュマ（アニー）の視点で物語を追体験していく。
テーマソング
オープニングテーマ「graceful way」
作詞・作曲 - 志倉千代丸 / 編曲 - 上野浩司 / 歌 - Kicco
挿入歌「Il Cielo」（イル・チェーロ）
作詞・作曲・編曲 - 水野大輔 / 歌 - アニー（花澤香菜）
エンディングテーマ「花ノ咲ク星」
作詞・作曲 - 志倉千代丸 / 編曲 - 水野大輔 / 歌 - 諫山実生
売上
ファミ通調べによる「ゲームソフト販売本数ランキング TOP30」（集計期間：2008年6月23日 - 6月29日）では7,221本を売り上げ、30位を獲得している。
AKIHABARAゲーマーズ本店における2008年度ゲーム売上ランキング（集計期間：2008年1月1日 - 12月15日）では12位を獲得している。

### モバイルゲーム

#### ARIA 〜AQUA RITMO〜
2016年1月15日にAndroid用にGoogle Playにて、2016年1月28日にiOS用にApp Storeにて共にHarvesTからモバイルゲームとして発売された。

## OVA

### ARIA The OVA 〜ARIETTA〜
テレビアニメシリーズの番外編OVAとして2007年9月21日に発売された。灯里がARIAカンパニーに入社する前のエピソードが中心として描かれており、作中の時系列としては第2期と第3期の間に位置する。なお、本作よりARIAシリーズにおける画面サイズは従来の4:3から16:9へと変更されている。

#### キャスト（OVA第1作）
- 水無灯里 - 葉月絵理乃[193]
- 藍華・S・グランチェスタ - 斎藤千和[193]
- アリス・キャロル - 広橋涼[193]
- アリシア・フローレンス - 大原さやか[193]
- 晃・E・フェラーリ - 皆川純子[193]
- アテナ・グローリィ - 川上とも子[193]
- 愛野アイ - 水橋かおり[193]
- アリア社長 - 西村ちなみ[193]

#### スタッフ（OVA第1作）
- 原作 - 天野こずえ「ARIA」（ブレイドコミックス/マッグガーデン刊）[193]
- 監督 - 佐藤順一[193]
- キャラクターデザイン - 古賀誠[193]
- デザインワークス - 春日井浩之[193]
- 3DCGI - 松本薫[193]
- 美術監督 - 吉川洋史[193]
- 色彩設計 - 川上善美[193]
- 撮影監督 - 吉田寛[193]
- アニメーション制作 - ハルフィルムメーカー[193]
- 製作 - 松竹・メディアファクトリー・テレビ東京・メディアネット・AT-X[5]

#### 主題歌（OVA第1作）
「七色の空を」
SONOROUSによるオープニングテーマ。作詞・作曲はSONOROUS、編曲はChoro Club、ストリングス編曲は沢田穣治（Choro Clubプロデュース）。
「明日、夕暮れまで」
葉月絵理乃によるエンディングテーマ。作詞は伊藤利恵子、作曲・編曲は北川勝利、ストリングス編曲は桜井康史（ピアノ演奏：妹尾武）。
「コッコロ」
河井英里による挿入歌。作詞は河井英里、作曲・編曲は窪田ミナ。

#### 評価（OVA第1作）
本作のDVDの推定累積売上は2007年12月時点で16,892枚を記録している。

#### 各話リスト（OVA第1作）
| 脚本     | 絵コンテ | 演出     | 作画監督     |
| -------- | -------- | -------- | ------------ |
| 佐藤順一 | 佐藤順一 | 竹下健一 | 海堂ひろゆき |

#### DVD（OVA第1作）
| 商品名                   | 発売日        | 規格品番  | 備考 |
| ------------------------ | ------------- | --------- | ---- |
| ARIA The OVA 〜ARIETTA〜 | 2007年9月21日 | ZMBZ-3548 |      |

#### 企画・イベント（OVA第1作）
2007年9月2日に都内にてOVA発売記念イベント「La festa di ARIA」が開催された。本イベントにはキャスト陣と監督の佐藤順一が登壇した。

### ARIA The AVVENIRE
TVアニメ10周年記念プロジェクト『蒼のカーテンコール』の第1弾として2015年9月26日よりイベント上映された。TVアニメ第3期「ARIA The ORIGINATION」に続く完全新作アニメとなっている。本編はこれまでアニメ化されなかった原作エピソードに完全オリジナルストーリーを加えた構成となっており、プリマ・ウンディーネとなった灯里とARIAカンパニーの新米ウンディーネのアイに焦点を当てた物語となっている。
同年4月に正式なキャストが発表され、メインキャストは全員テレビシリーズからそのまま継続となっている。なお、2011年に逝去したアテナ役の川上とも子も原作者などが同意の上、特別クレジットという形で記名されている。
2016年6月18日から今作をBD-BOX用にリマスターした『ARIA The AVVENIRE〜Remaster〜』が1週間限定でイベント上映された。

#### キャスト（OVA第2作）
- 水無灯里 - 葉月絵理乃[199]
- 藍華・S・グランチェスタ - 斎藤千和[199]
- アリス・キャロル - 広橋涼[199]
- アリシア・フローレンス - 大原さやか[199]
- アリア社長 - 西村ちなみ[199]
- ヒメ社長 - 水橋かおり
- まぁ社長 - 渡辺明乃
- 晃・E・フェラーリ - 皆川純子[199]
- アテナ・グローリィ - 川上とも子[199]
- 愛野アイ - 水橋かおり[199]
- あずさ・B・マクラーレン - 中原麻衣[199]
- アーニャ・ドストエフスカヤ - 茅野愛衣[199]
- 出雲暁 - 野島裕史
- アルバート・ピット - 渡辺明乃
- ウッディー - うえだゆうじ
- グランマ - 松尾佳子

#### スタッフ（OVA第2作）
- 原作 - 天野こずえ「ARIA」（ブレイドコミックス/マッグガーデン刊）[199]
- 監督・シリーズ構成 - 佐藤順一[199]
- 助監督 - 名取孝浩[199]
- キャラクターデザイン - 音地正行[199]
- 美術監督 - 佐藤正浩[199]
- 編集 - 西山茂[199]
- 音楽 - Choro Club feat. Senoo[199]
- 音楽制作 - フライングドッグ[199]
- プロデューサー - 飯塚寿雄[199]
- アニメーション制作 - TYOアニメーションズ[199]
- 製作  - 松竹
- 配給 - 松竹メディア事業部

#### 制作（OVA第2作）
かねてより要望の多かったARIAシリーズのBlu-rayBOX化が実現することとなり、その中で購入特典をどうするのかという話が上がった。当初は総集編が候補に挙がったものの、ファン心理に立った時にテンションが上がらないだろうと判断され、新たに新作エピソードを作る案が浮上する。しかし、ARIAシリーズはかなり綺麗に物語の幕が閉じられていたため、そこから新たに物語を作ることは難しく、佐藤も天野の書いたネタが無いと厳しいと考えていた。そこで松竹が天野本人に話のネタがあるかどうかを尋ねたところ、「ネタはある」と返答されたことで、本作の制作がスタートした。なお、天野は連載終了直後に新たなエピソードを描いていたが、ネタの有無を尋ねられるまですっかり忘れていたという。
今回は3つのBlu-rayBOXが発売され、それぞれに新作エピソードを組み込むことや3つの話を合わせて劇場上映を行うことが決定していたことから、佐藤は天野のネタとアニメ化されなかった原作エピソードを組み込んで3つの話が1つの話にもなるような構成を大まかに考えていった。そして佐藤は「いろんなことがあったけれど、出会ってきた人も街もみんなその先に進んで行くし、きっとこの先もアクアは続いていく」という話を映像化していくことにした。なお、今作よりアーニャとあずさが新キャラとして追加されているが、元々天野のネタには存在していなかったものである。これはテレビシリーズ第3期のラストでアイがARIAカンパニーに入社して灯里の後輩となったが、そうすると灯里たちと同様に当然練習相手が存在することが考えられる。そこで佐藤が天野に姫屋とオレンジぷらねっとにそれぞれアイの練習相手となる新キャラクターを依頼したことで2人は誕生することとなった。
テレビシリーズではアニメ音源が収録現場のBGMとして使用されていたが今作では佐藤がBGMが流れていると演者たちが泣いてしまう可能性を考慮して、無音での収録が行われてた。ただ、BGMが無かったことを演者たちは残念に感じていたこともあり、Chapter3のテスト収録から再びBGMが取り入れられた。その結果佐藤の懸念通り、演者たちは泣き出してしまったらしく、音響チームは「テストにならない」と嘆いていたとのこと。
あずさ役の中原麻衣は過去に「ARIA The NATURAL」で別キャラクターを演じており、今回もそのキャラクターを演じるつもりで台本を読んでいたため、前回とは違うキャラクターだと気付いた時は驚いたと振り返っている。アーニャ役の茅野愛衣は美容師として働いていた頃、帰宅後につけたテレビアニメ版を見て、自身の心がとても癒されたことで「アニメにも癒しの力がある」とアニメに興味を持つようになったという。それを期に声優業を志した茅野はそのきっかけとなった本作に参加することとなり、アフレコ現場では感動のあまり泣き出してしまったことを佐藤は明かしている。

#### 主題歌（OVA第2作）
「ピアチェーレ」
西沢幸奏による主題歌。作詞は松井俊介、作曲・編曲は伊賀拓郎。
「出会いと別れ」が本楽曲のテーマであり、西沢は別れは寂しいがみんなが未来に向かっていくことは嬉しいということを経験してきた灯里の気持ちになって歌唱したと話している。
「ウンディーネ」（第1話）
牧野由依による挿入歌。作詞は河井英里、作曲・編曲は窪田ミナ。
「バルカローレ」（第1話）
河井英里による挿入歌。作詞は河井英里、作曲・編曲は窪田ミナ。
「ユーフォリア」（第2話）
牧野由依による挿入歌。作詞は河井英里、作曲・編曲は窪田ミナ。
「スピラーレ」（第3話）
牧野由依による挿入歌。作詞は河井英里、作曲・編曲は窪田ミナ。
「ルーミス エテルネ」（第3話）
河井英里による挿入歌。作詞・作曲・編曲は窪田ミナ。

#### 評価（OVA第2作）
2015年9月26日から27日の週末全国興行成績ランキング（興行通信社調べ）では全国11スクリーンの公開規模ながら12位を記録している。
本作のBDの推定初週売上は5,822枚を記録している。

#### 各話リスト（OVA第2作）
| 話数       | サブタイトル               | 脚本     | 絵コンテ | 演出     | 作画監督           |
| ---------- | -------------------------- | -------- | -------- | -------- | ------------------ |
| capitolo 1 | その 逢いたかったあなたに… | 吉田玲子 | 名取孝浩 | 平牧大輔 | 谷口元浩           |
| capitolo 2 | その 暖かなさよならは…     | 吉田玲子 | 名取孝浩 | 筑紫大介 | 滝吾郎、川口千里   |
| capitolo 3 | その 遙かなる未来へ…       | 吉田玲子 | 佐藤順一 | 名取孝浩 | 音地正行、一居一平 |

#### BD（OVA第2作）
| 商品名                   | 発売日       | 規格品番 | 備考                                          |
| ------------------------ | ------------ | -------- | --------------------------------------------- |
| ARIA The AVVNIRE Blu-ray | 2017年9月6日 | SHBR0455 | 10周年記念イベントの模様を収録した特典DVD付属 |

#### 企画・イベント（OVA第2作）
2015年9月26日にMOVIX亀有、新宿ピカデリー、横浜ブルク13にて初日舞台挨拶が行われ、キャスト陣と監督の佐藤順一が登壇した。
2015年9月26日から10月25日までアニメイトにて「〜前略―お元気ですか？〜『ARIA The AVVENIRE』公開記念フェア！」が開催された。
2015年10月10日に新宿ピカデリー、MOVIXさいたまにて大ヒット御礼舞台挨拶が行われた。
2015年10月15日に新宿ピカデリーにて制作トークイベントが行われ、佐藤順一、助監督・名取孝浩、アニメーションプロデューサー・皆川護、プロデューサー・飯塚寿雄が登壇した。
2016年6月18日に新宿ピカデリーほかにて『ARIA The AVVENIRE〜Remaster〜』の初日舞台挨拶が行われ、キャスト陣と監督の佐藤順一が登壇した。
2017年4月30日に竹芝ニューピアホールにてイベント「ARIA The AVVENIRE〜海と音と語りの調律〜」が開催され、登壇したキャスト陣による朗読劇やChoro Club feat.Senooによる音楽演奏が行われた。
2017年5月22日から6月21日までパラディーゾ サンシャインシティ アルパ店にてTVアニメ『ARIA The AVVENIRE』とのコラボカフェが開催された。

#### ゲーム（OVA第2作）
『ARIA The AVVENIRE』（アリア ジ アッヴェニーレ）のタイトルで、同名のTVアニメ10周年記念プロジェクト『蒼のカーテンコール』のプロジェクトのOVAのイベント上映（劇場公開）を記念し、2015年9月24日にAndroid・iOS用にHarvesTからリリースされた。

## 劇場アニメ

### ARIA The CREPUSCOLO
『蒼のカーテンコール』の第2弾として2021年3月5日に劇場公開された。今作ではオレンジぷらねっとのメンバーが中心に描かれる物語となっている。また、『あまんちゅ！』の登場人物がネオ・ヴェネツィアに来た観光客としてカメオ出演を果たしている。
前作ではライブラリ出演となっていたアテナは佐藤利奈がキャスティングされており、新規収録が行われた。

#### キャスト（劇場アニメ第1作）
- アリス・キャロル - 広橋涼[218]
- アテナ・グローリィ - 佐藤利奈[218]
- アーニャ・ドストエフスカヤ - 茅野愛衣[218]
- まぁ社長 - 渡辺明乃[218]
- 水無灯里 - 葉月絵理乃[218]
- アリシア・フローレンス - 大原さやか[218]
- 愛野アイ - 水橋かおり[218]
- アリア社長 - 西村ちなみ[218]
- 藍華・S・グランチェスタ - 斎藤千和[219]
- 晃・E・フェラーリ - 皆川純子[219]
- あずさ・B・マクラーレン - 中原麻衣[219]
- 出雲暁 - 野島裕史[4]
- アルバート・ピット - 渡辺明乃[4]
- ウッディー - うえだゆうじ[4]
- アレッタ・パーチェ - 安野希世乃[219]

#### スタッフ（劇場アニメ第1作）
- 原作 - 天野こずえ「ARIA」（ブレイドコミックス/マッグガーデン刊）[218]
- 総監督・脚本 - 佐藤順一[218]
- 監督 - 名取孝浩[218]
- キャラクターデザイン・総作画監督 - 伊東葉子[218]
- 美術監督 - 氣賀澤佐知子[218]
- 色彩設計 - 木村美保[218]
- 撮影監督 - 間中秀典[218]
- 音楽 - Choro Club feat. Senoo[218]
- 音楽制作 - フライングドッグ[219]
- 音響制作 - 楽音舎[218]
- アニメーション制作 - J.C.STAFF[218]
- 製作 - 松竹[218]
- 配給 - 松竹ODS事業室[218]

#### 制作（劇場アニメ第1作）
前作『ARIA The AVVENIRE』と同様に本作も天野のアイディアが元になっており、アリスが飛び級でプリマウンディーネへと昇格した時のアリスとアテナについて連載時には描き切れなかった部分が本作で映像化された。佐藤と名取は制作過程でアテナについての新たな発見があったと以下のように述べている。
本作のキャラクターデザイン兼総作画監督は伊藤葉子が担当している。伊藤は『あまんちゅ！』の制作において原作の引きの絵に合わせる形で頭身をやや高めに設定していたが、「ARIA」シリーズはキャラクターの身長が低めに設定されていることから、それに合わせて欲しいと佐藤から指示を受けている。伊藤は本作で特に大変だった点としてキャラクターの多さを挙げており、今の時点のキャラクターに加えて過去のキャラクターたちも描かなければならないため、描いても描いても終わりが見えなかったとのこと。アリスについては昔は硬かった表情が成長した今では柔らかな表情も出来るようになっていることから、「成長過程をデザインで表現する」ことに気をつかったと述べている。
2代目アテナ役を演じる佐藤利奈は初代アテナ役を演じていた川上とも子と比較して声質や色合いが異なっていると感じており、オファーを受けた際には自身よりも川上に近い色合いを出せる人がいるのではないかと返答した。その後、総監督の佐藤から川上と佐藤の二人には通ずるものがあるからオファーを受けて欲しいと直談判されたことや、過去にラジオで共演したアテナの歌唱パート担当の河井英里の存在もあり、今回アテナを演じることで改めて二人のことを考える機会になるだろうと思い立ち、オファーを受け入れた。

#### 主題歌（劇場アニメ第1作）
「フェリチータ」
安野希世乃によるオープニングテーマ。作詞は松浦有希、作曲・編曲は窪田ミナ。
安野は「幸せでしかたない。その気持ちだけで心を満たして歌ってください」と指示を受け、多幸感のあるやさしい歌声を出せるように心がけたと話している。また、安野は本楽曲を「ARIA」全体の世界観を歌い上げている曲だと解釈している。
「echoes」
安野希世乃によるエンディングテーマ。作詞は西直紀、作曲・編曲は白戸佑輔。
安野は本楽曲を「ARIA The CREPUSCOLO」の物語に寄り添った曲だと解釈している。

#### 評価（劇場アニメ第1作）
2021年3月6日から7日の週末全国興行成績ランキング（興行通信社調べ）では7位を記録している。Filmarks映画初日満足度では1位を、同満足度ランキング（2月11日 - 3月19日）では2位（スコア4.39）をそれぞれ記録している。Yahoo！映画では同月8日時点で4.5以上を記録している。
2021年10月25日から11月10日にかけて公式が行った好きなエピソードを募集するファン投票企画（上述参照）で本作は第8位にランクインした。
本作のBDの推定初週売上は8,837枚、2021年12月時点で推定累積売上は10,624枚をそれぞれ記録している。

#### BD（劇場アニメ第1作）
| 商品名                      | 発売日        | 規格品番  | 備考 |
| --------------------------- | ------------- | --------- | ---- |
| ARIA The CREPUSCOLO Blu-ray | 2021年8月18日 | SHBR-0636 |      |

#### 企画・イベント（劇場アニメ第1作）
2021年2月28日に新宿ピカデリー、なんばパークスシネマ、ミッドランドスクエアシネマにて完成披露舞台挨拶が行われた。
2021年3月5日に都内にて初日舞台挨拶が行われ、キャスト陣や総監督の佐藤順一、監督の名取孝浩が登壇した。
2021年3月21日に新宿ピカデリーにて公開御礼舞台挨拶が行われた。

### ARIA The BENEDIZIONE
『蒼のカーテンコール』の第3弾かつ最終章として2021年12月3日に劇場公開された。藍華と晃の過去を中心とした姫屋のエピソードが描かれている。

#### キャスト（劇場アニメ第2作）
- 藍華・S・グランチェスタ - 斎藤千和[235]
- 晃・E・フェラーリ - 皆川純子[235]
- あずさ・B・マクラーレン - 中原麻衣[235]
- 水無灯里 - 葉月絵理乃[235]
- アリシア・フローレンス - 大原さやか[235]
- 愛野アイ - 水橋かおり[235]
- アリア社長 - 西村ちなみ[235]
- アリス・キャロル - 広橋涼[235]
- アテナ・グローリィ - 佐藤利奈[235]
- アーニャ・ドストエフスカヤ - 茅野愛衣[235]
- 出雲暁 - 野島裕史[235]
- アルバート・ピット - 渡辺明乃[235]
- 愛麗・S・グランチェスタ - 平松晶子[235]
- 明日香・R・バッジオ - 島本須美[235]

#### スタッフ（劇場アニメ第2作）
- 原作 - 天野こずえ「ARIA」（ブレイドコミックス/マッグガーデン刊）[235]
- 総監督・脚本 - 佐藤順一[235]
- 監督 - 名取孝浩[235]
- キャラクターデザイン・総作画監督 - 伊東葉子[235]
- 美術監督 - 氣賀澤佐知子[235]
- 色彩設計 - 木村美保[235]
- 撮影監督 - 間中秀典[235]
- 音楽 - Choro Club feat. Senoo[235]
- 音楽制作 - フライングドッグ[235]
- 音響制作 - 楽音舎[235]
- アニメーション制作 - J.C.STAFF[235]
- 製作 - 松竹[235]
- 配給 - 松竹ODS事業室[235]

#### 制作（劇場アニメ第2作）
本作は「蒼のカーテンコール」の最終章となっているが、天野次第で今後もアニメ化が行われる可能性はあり、佐藤も灯里の後輩たちによるエピソードが天野の頭の中で広がっているなら、それをアニメ化してみたい気持ちはあると話している。本作では愛華のプリマウンディーネ昇格試験が描かれているが、元々この試験は原作で描かれていなかったため、テレビシリーズにおいてもOPバックで少しだけ挿し込まれる形となっており、その際にはスタンダードな試験が描かれていた。しかし、今回天野が描き下ろした試験の内容は佐藤の想定よりも内容が濃いものになっていたため、どうするべきか悩んだという。
佐藤は物語において夜が明けるまでの愛華と晃の心情をどのように描いていくかが重要と考え、加えてそこに挿し込む音楽をどうするかについて苦労したと話している。昇格試験開始直後のシーンでは晃がアクティブに動く一方で、音楽としては「愛華と晃の師弟関係を温かく彩る音楽を当てた」ことを佐藤は明かしている。なお、ゴンドラは複雑な形をしていることからテレビシリーズ時代は止め絵にすることしかできなかったが、その後の技術の進歩によって本作では立体的かつ自由に動かすことが可能となった。

#### 主題歌（劇場アニメ第2作）
「エスペーロ」
牧野由依によるオープニングテーマ。作詞は松浦有希、作曲・編曲は窪田ミナ。
牧野は曲に寄り添うために、自分が主人公ではなく語り部になるようなアプローチで歌唱したと話している。
「ウンディーネ 〜2021 edizione〜」
牧野由依によるエンディングテーマ。作詞は河井英里、作曲・編曲は窪田ミナ。
16年ぶりに「ウンディーネ」をレコーディングすることになった牧野はその間に間違いなく変わったものがあり、この曲を歌うための大切なものをなくしていないか不安だったとした上で、新しくなったオケに心を合わせて現在の自身のままで歌唱することが正解だと思ったと話している。また、2005年当時にレコーディングした最初の「ウンディーネ」には儚さがあり、2度目のレコーディングとなった今回は人間的に自立した感じを乗せられたのではないかと話している。

#### 評価（劇場アニメ第2作）
2021年12月4日から5日の週末全国興行成績ランキング（興行通信社調べ）では10位を記録している。Filmarks満足度ランキング（11月19日 - 12月12日）では2位（スコア4.36）を記録している。
本作のBDの推定初週売上は9,843枚、2022年12月時点で推定累積売上は10,822枚をそれぞれ記録している。

#### BD（劇場アニメ第2作）
| 商品名                       | 発売日        | 規格品番  | 備考 |
| ---------------------------- | ------------- | --------- | ---- |
| ARIA The BENEDIZIONE Blu-ray | 2022年8月24日 | SHBR-0455 |      |

#### 企画・イベント（劇場アニメ第2作）
2021年11月18日に都内にて完成披露上映会が行われ、キャスト陣と監督の名取孝浩が登壇した。
2022年1月15日に川崎チネチッタにて大ヒット御礼舞台挨拶が行われた。
2022年1月15日から2月13日までセガコラボスタジオ＆ギャラリー「Akib@ko」にて「『ARIA The BENEDIZIONE』POP UP Gallery in Akib@ko」がオープンした。
2022年8月28日に新宿ピカデリーにてBlu-ray発売記念イベントが行われ、葉月絵理乃、斎藤千和、広橋涼が登壇した。

## 関連商品

### ドラマCD
- 『ARIA The ANIMATION Drama CD I BLUE』2005年11月25日発売[248]、ASIN B000BKJJ1K
- 『ARIA The ANIMATION Drama CD II RED』2005年12月22日発売[248]、ASIN B000BV7UC4
- 『ARIA The ANIMATION Drama CD III ORANGE』2006年1月25日発売[248]、ASIN B000CFWQ9G
- 『ARIA The NATURAL Drama CD I』2006年6月23日発売[249]、ASIN B000FI8TLY
- 『ARIA The NATURAL Drama CD II』2006年7月21日発売[249]、ASIN B000FUU0F0
- 『ARIA The ORIGINATION Drama CD I 〜雪〜』2008年3月21日発売[250]、ASIN B0013E144S
- 『ARIA The ORIGINATION Drama CD II 〜月〜』2008年4月23日発売[250]、ASIN B00154QT8M
- 『ARIA The ORIGINATION Drama CD III 〜花〜』2008年5月21日発売[251]、ASIN B001714B60
- 『ARIA The ANIMATION Drama CD BOX』2009年7月23日発売[252]、ASIN B001W4ABK2
- 『ARIA The NATURAL Drama CD BOX』2010年1月27日発売[253]、ASIN B002WA5H0E
- 『ARIA The ORIGINATION Drama CD BOX』2010年5月26日発売[254]、ASIN B003CISQE4

### サウンドトラック
- ARIA ORIGINAL SOUNDTRACK
  - 『ARIA The ANIMATION ORIGINAL SOUNDTRACK』2005年11月23日発売[255]、ASIN B002AD9UEW
  - 『ARIA The NATURAL ORIGINAL SOUNDTRACK due』2006年5月24日発売[256]、ASIN B002AD9UF6
  - 『ARIA The ORIGINATION ORIGINAL SOUNDTRACK tre』2008年2月20日発売[257]、ASIN B00120VGZK
- 『ARIA 〜ピアノ・コレクション〜 スタジオーネ -季節-』2006年8月2日発売[258]、ASIN B000FZDNZY
- 『ARIA The NATURAL ボーカルソング・コレクション』2006年9月6日発売[259]、ASIN B000GIXMUQ
- 『ARIA The ORIGINATION ピアノ・コレクション II ディパルテンツァ -旅立ち-』2008年3月26日発売日：2008年3月26日[260]、ASIN B00132S4KC
- 『ARIA The BOX』2009年9月23日発売[260]、ASIN B002DRAPJE

### 関連CD
- 『モーメント』2008年2月20日発売
  - 窪田ミナのファーストアルバム。全12曲の中に、以下の2曲も収録されている。M-3：ウンディーネ（ポルトガル語バージョン）歌：隼人加織、M-9：スピラーレ（オリジナルアレンジによるセルフカバー。インスト曲）。
- 『ARIA the ORIGINATION 〜蒼い惑星のエルシエロ〜 - ゲーム ARIA the ORIGINATION 〜蒼い惑星のエルシエロ〜』
  - OPテーマ、EDテーマ、挿入歌を収録したシングル。全6曲中、3曲はoff vocal。その他、「graceful way」歌KICCO 「ll Cielo」歌：アニー（花澤香菜）、「花ノ咲ク星」歌：諫山実生。
- 『ARIA The STATION Tricolore 特別版』2007年9月28日発売
  - パーソナリティー アリシアVer. - パーソナリティ：大原さやか / 1/8PVC塗装済み完成品アリシア AT-G限定版スペシャル特典CD

### その他
- ARIA The ANIMATION デスクトップアクセサリー - Windows XP/Me/2000/98SE用 / 2006年9月15日発売
- ARIA The NATURAL クリスタルジャケットセット - アニメイト通信販売限定 / 100個限定生産 / iPod nano 2nd Generation専用 / 2007年夏発売

## 関連書籍
- 『ARIA The ANIMATION STARTER BOOK』2005年10月6日発売[261]、ISBN 4-86127-204-1
- 『ARIA The ANIMATION PERFECT GUIDE BOOK（ドラマCD付）』2006年4月12日初版発行（3月29日発売[249]）、ISBN 4-86127-263-7
- 『ARIA The NATURAL PERFECT GUIDE BOOK（ドラマCD付）』2007年1月5日初版発行（2006年12月22日発売[250]）、ISBN 4-86127-327-7
- 『ARIA The ORIGINATION PERFECT GUIDE BOOK（ドラマCD・読切漫画付）』2008年8月13日初版発行（7月26日発売）、ISBN 978-4-86127-510-4
- 『ARIA The ILLUSTRATION AVVENIRE』2008年12月24日発売、ISBN 978-4-86127-573-9
  - テレビアニメ『ARIA』シリーズの版権イラスト画集。